# Нова Голландія (Санкт-Петербург)

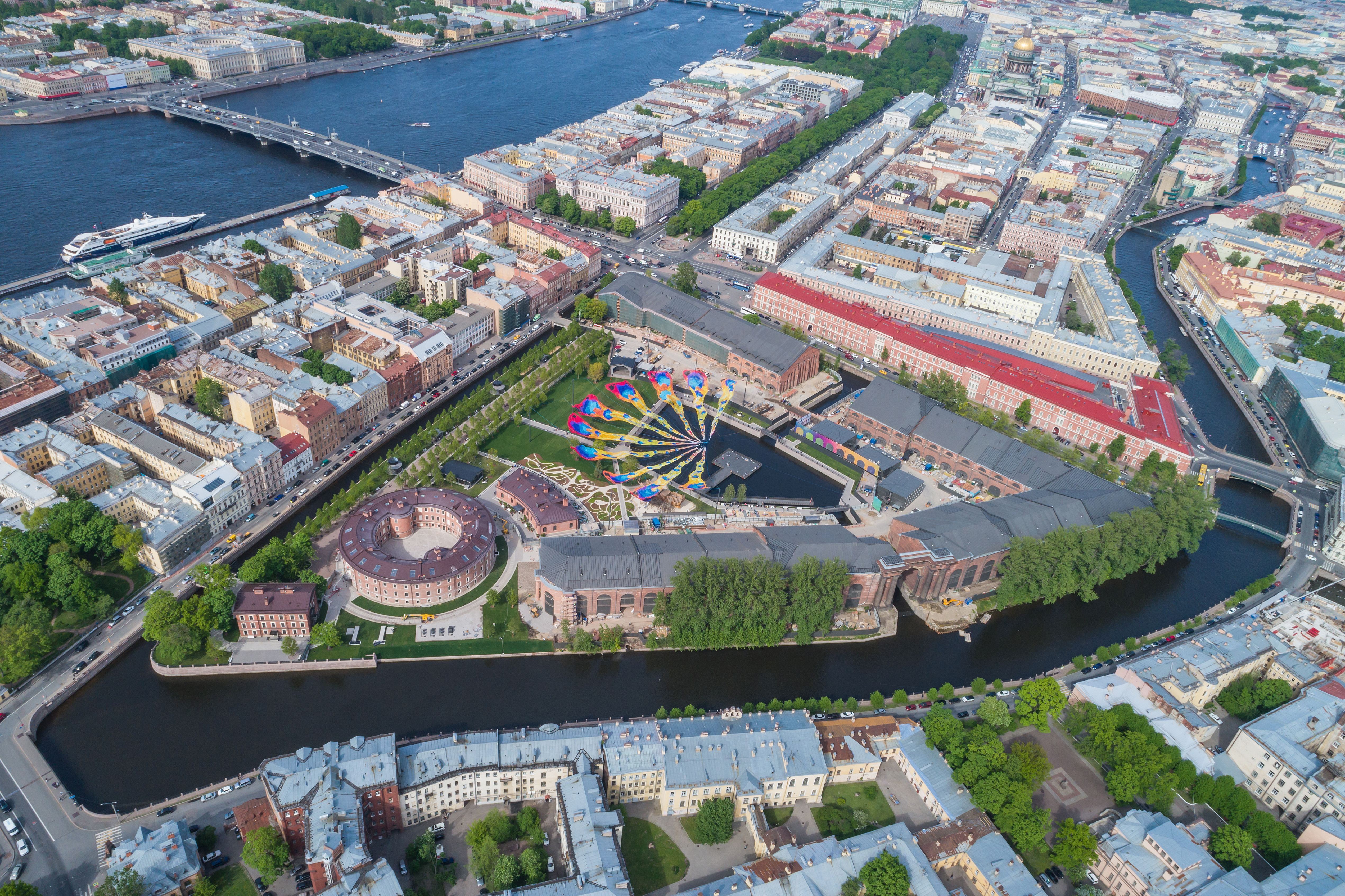
Нова Голландія

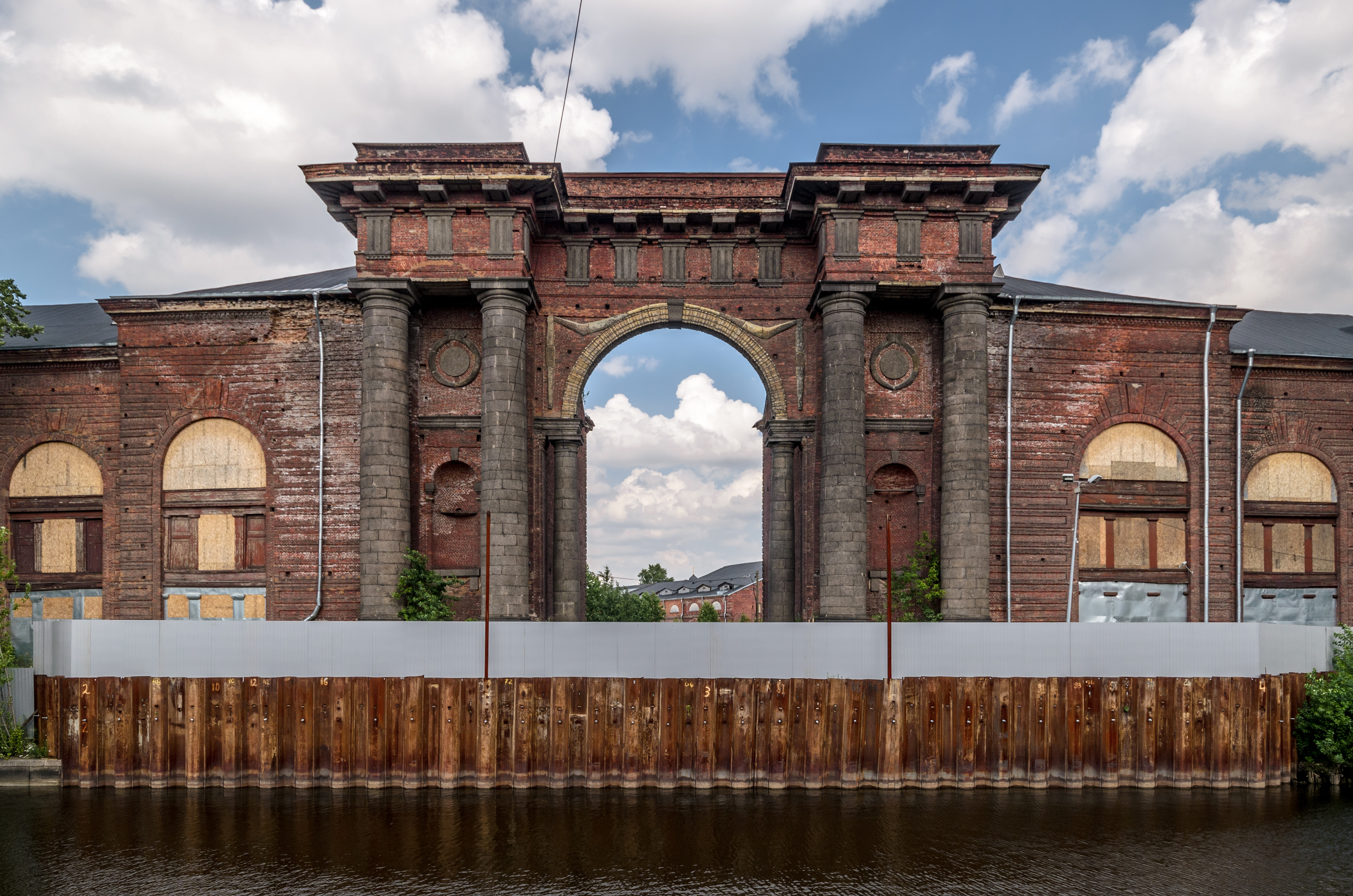
Арка Нової Голландії

Нова Голландія — острів в Адміралтейському районі Санкт-Петербурга, обмежений річкою Мойкою, Крюковим і Адміралтейським каналами. Нова Голландія — унікальна пам'ятка промислової архітектури раннього класицизму. Площа острова — 7,8 га.
Нова Голландія — єдиний рукотворний острів у дельті Неви. Він виник в результаті того, що в 1719 р. між Невою і річкою Мойкою для потреб суднобудівників були прориті два канали: Крюков та Адміралтейський.
У роки Першої світової війни в Новій Голландії обладнали найпотужнішу тоді в Росії радіостанцію морського штабу. Вона прославилася тим, що з її допомогою в листопаді 1917 р. більшовики вели інформаційну війну з генералом П. І. Красновим.
За радянські часи Нова Голландія була закритою зоною, на її території розташовувалися склади Ленінградської військово-морської бази.

## Реконструкція
До грудня 2004 р. комплекс займали служби Балтійського флоту. 12 грудня 2004 року всі займані військовими об'єкти передали місту. Міська влада оголосила, що ансамбль Нової Голландії буде виставлений на конкурс на найкраще архітектурне рішення і найкращий проєкт використання приміщень комплексу.
Можливість узяти участь у реконструкції Нової Голландії залучила багатьох знаменитих архітекторів: Ерік Ван Егераат, Норман Фостер, Майкл Циммерман. В оголошеному конкурсі переміг проєкт британського архітектора Нормана Фостера, який передбачає створення на острові торгових і бізнес-площ, а також зведення суспільно-ділового комплексу, що має у своєму складі Палац фестивалів.
У березні 2007 року цей проєкт здобув першу премію в категорії «Комерційна та розважальна нерухомість» на виставці нерухомості MIPIM у Каннах. Це стало першою перемогою проєкту, який буде реалізований в Росії, на цьому конкурсі за 17 років його існування. Як місцевий проєктувальник виступає архітектурна майстерня Юрія Мітюрева.